# Ferocactus pilosus
Ferocactus pilosus ist eine Pflanzenart aus der Gattung Ferocactus in der Familie der Kakteengewächse (Cactaceae). Das Artepitheton pilosus stammt aus dem Lateinischen, bedeutet ‚haarig‘ und verweist auf die Bedornung der Art. Ein spanischer Trivialname ist „Viznaga de Lima“. Im englischen Sprachraum wird er als „Mexican Lime Cactus“, „Mexican Fire Barrel“ oder „Red-Spined Barrel“ bezeichnet.

## Beschreibung
Ferocactus pilosus wächst einzeln oder bildet große Gruppen. Die Triebe erreichen bei Durchmessern von 50 Zentimetern Wuchshöhen von bis zu 3 Meter. Es sind 13 bis 20 nicht gehöckerte Rippen vorhanden, die bei jungen Pflanzen scharfkantig und später gerundet sind. Die darauf befindlichen Areolen stehen eng beieinander und scheinen dadurch fast ineinander überzugehen. Die leuchtend roten oder gelben, ausgebreiteten Dornen sind pfriemlich und leicht gebogen. Sie lassen sich kaum in Mittel- und Randdornen unterscheiden. Die meist roten, sechs bis 12 Mitteldornen sind kräftig und bis zu 5 Zentimeter lang. Die Randdornen sind normalerweise auf zahlreiche, weißliche Borsten reduziert.
Die gelben bis roten Blüten erscheinen in Kreisen um die Triebspitze. Sie erreichen eine Länge von bis zu 4 Zentimeter und Durchmesser von 2,5 Zentimeter. Die 3 bis 4 Zentimeter langen gelben Früchte sind eiförmig.

## Systematik, Verbreitung und Gefährdung
Ferocactus pilosus ist in den mexikanischen Bundesstaaten San Luis Potosí, Zacatecas, Durango, Nuevo León, Coahuila und Tamaulipas verbreitet.
Die Erstbeschreibung als Echinocactus pilosus erfolgte 1850 durch Henri Guillaume Galeotti in Joseph zu Salm-Reifferscheidt-Dycks Cacteae in horto Dyckensi cultae anno 1849. Erich Werdermann stellte die Art 1933 in die Gattung Ferocactus.
Ferocactus pilosus wird in der Roten Liste gefährdeter Arten der IUCN als „Least Concern (LC)“, d. h. als in der Natur nicht gefährdet, eingestuft.

## Nachweise

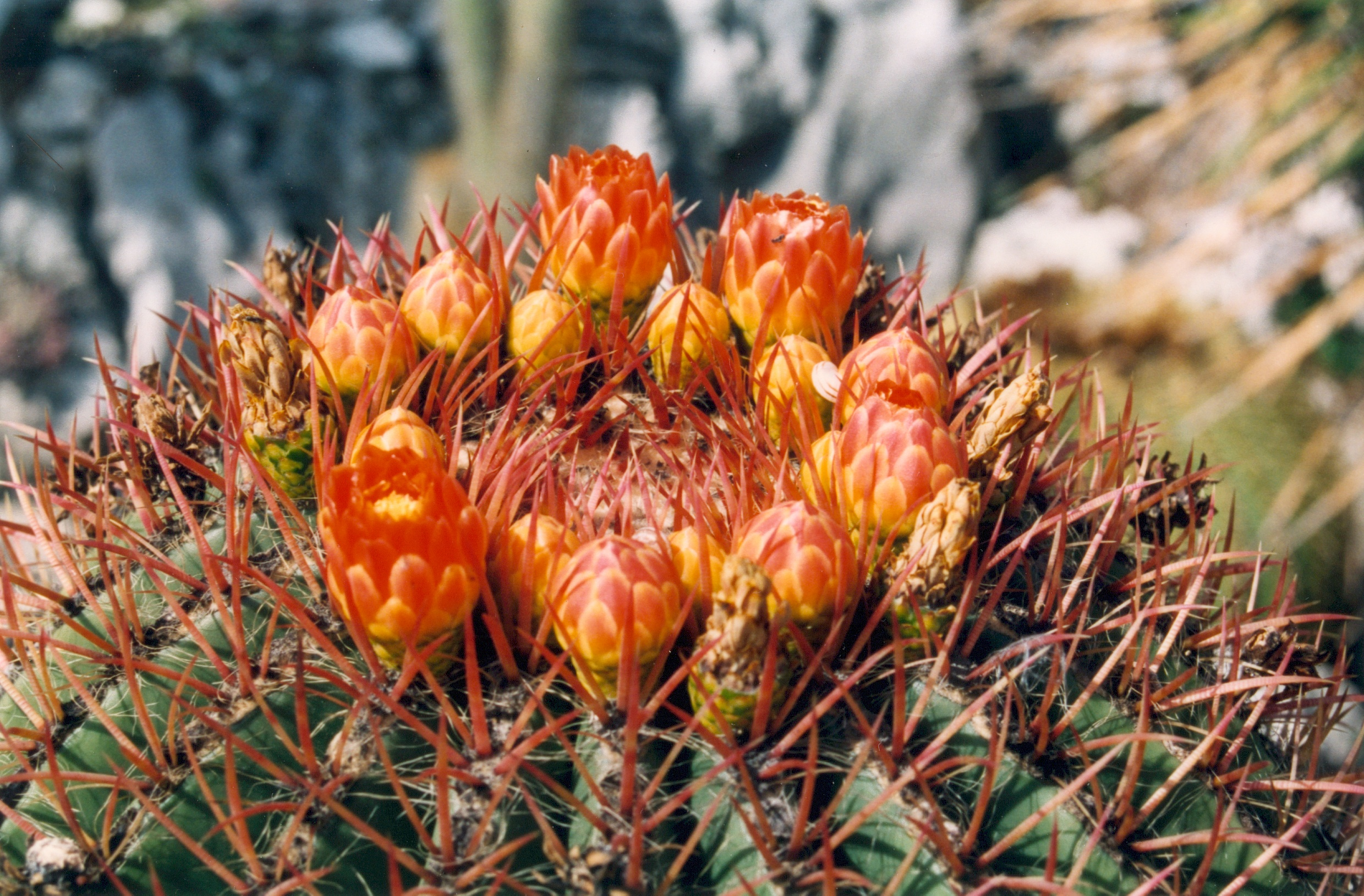
Blüten